# Lawrence H. Jones
 (août 2025).
Motif : manque de sources secondaires centrées
- Archive Wikiwix
- Bing
- Cairn
- DuckDuckGo
- E. Universalis
- Gallica
- Google
- G. Books
- G. News
- G. Scholar
- Persée
- Qwant
- (zh) Baidu
- (ru) Yandex
- (wd) trouver des œuvres sur Wikidata

| 1. | Préciser le motif de la pose du bandeau. | Précisez le motif de la pose du bandeau en utilisant la syntaxe suivante : {{admissibilité à vérifier\|date=août 2025\|motif=remplacez ce texte par le motif}}                         |
| 2. | Informer les utilisateurs concernés.     | Pensez à avertir le créateur de l'article, par exemple, en insérant le code ci-dessous sur sa page de discussion : {{subst:avertissement admissibilité à vérifier\|Lawrence H. Jones}} |

Pour les articles homonymes, voir Jones.
 (mars 2020).
Lawrence H. Jones, né en 1912 et mort en 1996, est un ostéopathe américain.

## Biographie

### Naissance et enfance
Il existe très peu d'archives concernant la vie du Dr Jones.
On sait que Lawrence Hugh Jones est né en 1912 à Spokane dans l'état de Washington d'un père ingénieur civil et d'une mère institutrice. Ses proches le surnomment Larry.
En 1922, son père décède. Âgé de 10 ans, il reste seul avec sa mère, enseignante, et ses trois frères et sœurs. C'est l'époque de la grande dépression, il doit alors trouver du travail pour aider sa famille.
C'est lors d'un banal accident que Larry va, pour la première fois être témoin d'une manipulation ostéopathique dans un verger de Yakima.

### Études
L.H. Jones postule au California College of Osteopathic Medicine de Los Angeles, en Californie et obtient son diplôme en 1936. Il est l'élève de W.G. Sutherland et de Harold Hoover.

## Carrière
En 1938, après un stage à l'hôpital du comté de Los Angeles, Il s'installe dans l'Oregon. Peu après, il est présenté à Katherine Quast avec laquelle il se fiance puis se marie en 1940.
Pendant la seconde guerre mondiale, il est appelé à pratiquer en tant que médecin généraliste aux urgences de l'hôpital local.
C'est en 1955, alors qu'il peine à soigner un patient atteint d'un spasme persistant du psoas, qu'il prend conscience de l'efficacité d'une technique pragmatique visant à trouver une position dans laquelle le patient ne ressent plus de douleur.
En 1964, il publie son premier article "Spontaneous Release by Positioning" dans le magazine DO. On y trouve les bases de la technique "Strain-Counterstrain"
C'est en 1981 qu'il éditera le livre "Strain and counterstrain" qui sera repris dans de nombreuses langues.
Dès lors, il n'aura de cesse de perfectionner sa technique et de l'enseigner dans de nombreux pays.
Il est décédé le 22 avril 1996.

## Technique
La technique ostéopathique développée par Lawrence Jones se base sur la recherche de points douloureux et la mise en position antalgique avant les manipulations,.
Le principe de traitement des techniques du Dr L.H. Jones repose sur la recherche de points douloureux appelés points de tension (Tender points, TP). Le traitement de ces points s'opère par une mise en position antalgique, ce qui permet aux praticiens une action immédiate après un traumatisme et une approche facilitée en cas de crise aiguë pendant lesquelles les patients sont difficilement mobilisables.

## Publications
- 1981 : Strain and counterstrain (Colorado Springs, Colo. : American Academy of Osteopathy) en Anglais[7].
- 1985 : Correction spontanée par mise en position (Charleroi : O.M.C.)[7]
- 1989 : Strain and counterstrain (Newark OH : American Academy of Osteopathy)[7]
- 1995 : Strain and counterstrain deuxième version[2]